# Haritzbach (Rötschbach)
Der Haritzbach ist ein 1,8 Kilometer langer Bach im Gebiet der Marktgemeinde Gratkorn im Bezirk Graz-Umgebung in der Steiermark. Er entspringt im östlichen Grazer Bergland und mündet von links kommend in den Rötschbach.

## Verlauf
Der Haritzbach entsteht in einem Waldgebiet im Höhenzug, der sich zwischen der Ferstlhöhe im Nordosten und dem Eggenberg im Westen erstreckt, nordwestlich der Streusiedlung Forstviertel, etwa 35 Meter östlich des Haritzweges und 180 Meter nordöstlich Bauernhofs vulgo Teibinger auf etwa 476 m ü. A.
Der Bach fließt anfangs relativ gerade nach Norden, ehe er nach rund 200 Metern auf einen relativ geraden Westnordwestkurs schwenkt. Diesem Verlauf folgt er für rund 80 Meter, bis er den Waldrand erreicht und dann nach Nordnordwest abbiegt. Auf diesen Kurs bleibt er für etwa 180 Meter, wobei er den Haritzweg quert, einen Fischteich speist und wieder ein Waldgebiet erreicht. Vor einer erneuten Querung des Haritzweges schwenkt der Bach auf einen Nordwestkurs. Diesen Kurs folgt der Bach für gut 1,2 Kilometer, durchfließt dabei einen weiteren Fischteich, quert einen Waldweg und nimmt den von links kommenden Eggenberggraben auf. Etwa 120 Meter vor seiner Mündung biegt der Haritzbach südöstlich des Rötschbachweges nach Süden ab. Auf diesen Kurs bleibt er auch bis zu seiner Mündung und speist dabei einen dritten Fischteich. Der Bach fließt in durch einen Graben, der im Süden vom Eggenberg und im Norden von der Ferstlhöhe und ihrer Ausläufer gebildet wird.
Nach gut 1,8 Kilometer langem Lauf mündet der Bach mit einem mittleren Sohlgefälle von rund 43 ‰ etwa 78 Höhenmeter unterhalb seines Ursprungs, etwa 100 Meter östlich des Rötschbachweges südlich der Rotte Unterfriesach, in den Rötschbach.
Auf seinem Lauf nimmt der Haritzbach mit dem Eggenberggraben einen anderen Wasserlauf auf.